# XO-3 b
XO-3 b è un pianeta extrasolare orbitante intorno alla stella XO-3 nota anche come GSC 03727-01064. La stella è situata nella costellazione della Giraffa a circa 260 parsec di distanza dalla Terra.

## Descrizione
XO-3b ha una massa di circa 11,79 volte quella di Giove e orbita la sua stella in 3,2 giorni. Il suo raggio vale circa 1,217 quello di Giove. L'annuncio della scoperta è stato fatto il 30 maggio 2007 durante un meeting della American Astronomical Society tenutosi a Honolulu, nelle Hawaii. La scoperta fu il risultato della collaborazione tra astronomi professionisti e amatoriali impegnati nel Progetto XO, utilizzando un telescopio situato sulla sommità del vulcano Haleakala, nelle Hawaii. Si tratta del terzo pianeta scoperto dal Progetto XO, che era stato creato appositamente per la scoperta di pianeti in transito.
Il pianeta è il più massiccio tra quelli che si muovono in orbita stretta attorno alla loro stella; l'orbita inoltre è significativamente ellittica e non circolare come sarebbe da aspettarsi. Nel corso della sua orbita, il pianeta transita di fronte alla sua stella e questo ha permesso la sua scoperta.

## Scoperta
XO-3 b è stato scoperto, come tanti altri pianeti extrasolari, grazie ad alcuni suoi transiti davanti alla stella madre XO-3.

## Orbita planetaria
Misurazioni dell'effetto Rossiter-McLaughlin permettono di determinare l'angolo tra il piano orbitale del pianeta e quello equatoriale della stella madre. I resoconti iniziali suggerivano un angolo molto ampio, di 70 ± 15 gradi, molto più grande rispetto a quello di tutti gli altri esopianeti in transito fino ad allora misurati. Gli stessi autori avevano ipotizzato la presenza di errori sistematici nelle misure, come fu in seguito confermato da un altro gruppo di astronomi che trovarono un valore di 37,3 ± 3,0°. 
Anche questo valore è comunque più elevato del disallineamento tra l'equatore del Sole e il piano dell'orbita di Giove che è di 6°.
Il disallineamento può indicare che un precedente incontro con un altro pianeta abbia alterato la sua orbita, spostandolo al di fuori del piano orbitale del sistema planetario. Anche la sua eccentricità orbitale è molto elevata (e = 0,2883).
Poiché le forze mareali dovrebbero aver ridotto l'eccentricità orbitale del pianeta, è possibile ipotizzare la presenza di un altro pianeta massiccio in risonanza orbitale con XO-3b. Un altro pianeta che potrebbe essere andato incontro a una simile interazione pianeta-pianeta è Upsilon Andromedae.
A causa della dissipazione mareale, il periodo orbitale del pianeta sta riducendosi di (6,2±0,29)×10−9, che corrispondono a 1,7 ms per orbita. 
A questo ritmo, il pianeta verrebbe inghiottito dalla sua stella in circa 1,4 milioni di anni. Tuttavia, a differenza di WASP-12b, che è un pianeta simile, è improbabile che XO-3b stia subendo una significativa perdita di massa.

## Atmosfera
Attraverso le osservazioni dei transiti analizzate nel vcino ultravioletto dal telescopio spaziale Swift Gamma Ray Burst Explorer, si stima che il raggio del pianeta sia di 2,54 volte quello di Giove.

## Classificazione
Non è stato ancora definitivamente chiarito se XO-3b sia un pianeta o una nana bruna. Il dibattito è ancora in corso tra gli studiosi. Sono infatti note anche altre nane brune che sono in orbita attorno alla loro stella madre.
La curva di luce che descrive al meglio la pendenza dell'entrata e dell'uscita di XO-3b durante il transito davanti alla sua stella madre, implica un raggio
di 1,32 ± 0,15 volte quello di Giove e una massa di 11,71 ± 0,46 volte di quella gioviana.